# Camille de Faucompret
Camille de Faucompret (* 12. Dezember 1985 in Pau) ist eine ehemalige französische Snowboarderin. Sie startete in den Paralleldisziplinen.

## Werdegang
De Faucompret, die für den C.S. Gourette startete, trat international erstmals bei den Juniorenweltmeisterschaften 2003 in Prato Nevoso in Erscheinung. Dort belegte er den 25. Platz im Parallel-Riesenslalom und den 20. Rang im Snowboardcross. In den folgenden Jahren kam sie bei den Juniorenweltmeisterschaften 2004 auf den 22. Platz im Snowboardcross sowie auf den 21. Rang im Parallel-Riesenslalom, bei der Winter-Universiade 2005 in Seefeld in Tirol auf den 19. Platz im Parallel-Riesenslalom sowie auf den zehnten Rang im Snowboardcross und bei den Juniorenweltmeisterschaften 2005 in Zermatt auf den 12. Platz im Parallel-Riesenslalom. In der Saison 2005/06 startete sie in Haus im Ennstal erstmals im Europacup, wobei sie die Plätze 50 und 41 im Parallel-Riesenslalom belegte und gab in Nendaz ihr Debüt im Snowboard-Weltcup, welches sie auf dem 40. Platz im Parallelslalom beendete. In der Saison 2006/07 wurde sie französische Meisterin im Parallel-Riesenslalom und errang mit zwei zweiten Plätzen sowie je einem ersten und dritten Platz den zehnten Platz in der Parallelwertung des Europacups. Beim Saisonhöhepunkt, den Snowboard-Weltmeisterschaften 2007 in Arosa, belegte sie den 29. Platz im Parallelslalom und den 23. Rang im Parallel-Riesenslalom. In der folgenden Saison erreichte sie in Sölden mit dem neunten Platz im Parallel-Riesenslalom ihre erste von insgesamt sechs Top-Zehn-Platzierungen im Weltcup. In der Saison 2008/09 kam sie bei den Snowboard-Weltmeisterschaften 2009 in Gangwon auf den 35. Platz im Parallelslalom sowie auf den 16. Rang im Parallel-Riesenslalom und siegte bei den französischen Meisterschaften im Parallel-Riesenslalom. 
Auch im folgenden Jahr wurde de Faucompret französische Meisterin im Parallel-Riesenslalom. Zudem erreichte sie in La Molina mit dem vierten Platz im Parallel-Riesenslalom ihr bestes Einzelergebnis im Weltcup und zum Saisonende mit dem 27. Platz im Gesamtweltcup sowie mit dem 16. Rang im Parallel-Weltcup ihr bestes Gesamtergebnis. Bei ihrer einzigen Olympiateilnahme im Februar 2010 in Vancouver errang sie den 11. Platz im Parallel-Riesenslalom. Nach Platz eins im Parallel-Riesenslalom beim Europacup im Carezza zu Beginn der Saison 2010/11, kam sie mit drei Top-Zehn-Ergebnissen erneut auf den 16. Platz im Parallel-Weltcup. Beim Saisonhöhepunkt, den Snowboard-Weltmeisterschaften 2011 in La Molina, belegte sie den 34. Platz im Parallel-Riesenslalom und den 31. Rang im Parallelslalom. Ihren 45. und damit letzten Weltcup absolvierte sie im März 2011 in Arosa, welchen sie auf dem 16. Platz im Parallel-Riesenslalom beendete. Im folgenden Jahr wurde sie erneut französische Meisterin im Parallel-Riesenslalom.

## Teilnahmen an Weltmeisterschaften und Olympischen Winterspielen

### Olympische Spiele
- 2010 Vancouver: 11. Platz Parallel-Riesenslalom

### Snowboard-Weltmeisterschaften
- 2007 Arosa: 23. Platz Parallel-Riesenslalom, 29. Platz Parallelslalom
- 2009 Gangwon: 16. Platz Parallel-Riesenslalom, 35. Platz Parallelslalom
- 2011 La Molina: 31. Platz Parallelslalom, 34. Platz Parallel-Riesenslalom

## Weltcup-Gesamtplatzierungen
| Saison  | Gesamt | Gesamt | Parallel | Parallel |
| Saison  | Punkte | Platz  | Punkte   | Platz    |
| ------- | ------ | ------ | -------- | -------- |
| 2006/07 | 224    | 105.   | 224      | 41.      |
| 2007/08 | 1228   | 52.    | 1228     | 27.      |
| 2008/09 | 1260   | 53.    | 1260     | 23.      |
| 2009/10 | 1898   | 27.    | 1898     | 16.      |
| 2010/11 | -      | -      | 1850     | 16.      |